# 今出東二
今出 東二（いまで とうじ、1947年8月10日 - ）は、日本のお天気キャスター、タレント。
大阪府池田市出身。日本気象協会関西本部（現在の関西支社）に勤務していた1971年（昭和46年）から、関西・北陸地方のテレビ・ラジオ局で気象解説を担当。1986年（昭和61年）1月9日から2015年（平成27年）3月31日までは、毎日放送（MBS）専属の気象キャスターを務めた。

## 来歴
子どもでも簡単に屋根へ上がれる構造の実家で過ごした幼少期に、屋根から空や雲の様子を見ることを通じて、気象に興味を持つ。中学3年生の時には、「授業で学んだ天気図を本格的に描きたい」という思いから、通っていた中学校で気象クラブを創設。夏季休暇中に学校へ泊まり込むほど、気象の観測や天気図の作成に勤しんだ。
清風高等学校の在学中には、気象庁への入庁や気象大学校への進学を志したものの、いずれも狭き門であることが判明したため断念。卒業後にいったん飲料メーカーへ勤務したが、日本気象協会関西本部の職員募集広告を新聞で見付けたことから、22歳だった1969年（昭和44年）に採用試験を経て同本部の職員に転じた。

### 日本気象協会の気象解説者時代
幼少期から人前で話すことを苦手にしていたもかかわらず、日本気象協会への入社後は、ラジオ番組向けの気象解説などを担当する解説部へ配属された。さらに、大阪国際空港内の気象庁大阪空港測候所へ2年間派遣。同空港に定期便を就航させていた航空会社向けに天気図を作成したほか、2年目には天気予報電話サービス（177番）向け録音天気予報のアナウンスも担当した。
解説部に復帰した1971年（昭和46年）以降は、ラジオ大阪を皮切りに、関西・北陸地方の放送局の番組へ出演。大阪空港測候所への派遣中に身に付けた高層天気図の読み方などを解説に生かしながら、32年間にわたって気象キャスターとしての活動を続けた。
1986年（昭和61年）1月には、オーディションを経て、『MBSナウ』（MBSテレビ）の気象キャスターに加わった。日本気象協会へ籍を置きつつMBSの専属扱いになった ことから、MBSテレビ平日夕方のローカルワイドニュース（『MBSナウ』→　『VOiCE』）やMBSラジオの生ワイド番組（『上泉雄一のええなぁ!』など）を中心に出演。柔らかい大阪弁と熱心な姿勢で気象概況を分かりやすく解説したことによって、「お天気の今出さん」として、関西地方の視聴者・リスナーに親しまれてきた。1999年（平成11年）10月からは、『ちちんぷいぷい』（MBSテレビ平日午後の情報番組）にもレギュラーで出演（詳細後述）。
その一方で、『JNNフラッシュニュース』（JNNの全国ニュース）向けに、大阪管区気象台からの生中継で台風情報を伝えることもあった。

### 気象キャスターとして独立
2001年（平成13年）に日本気象協会を退社してからは、大阪市内の芸能事務所・シエルに在籍。気象キャスターとして同局のテレビ・ラジオ番組への出演を続けるかたわら、講演などのタレント活動も展開している。2010年（平成22年）8月には、関西ローカル・MBSテレビ限定で（出演番組の宣伝とは無関係の）CMデビューも果たした。この間には、気象業務法の改正によって新設された気象予報士試験を2度ほど受けたものの、いずれも合格に至らなかったという。
その一方で、『えなりかずき!そらナビ』（CBC制作の気象情報・バラエティ番組）をTBS系列の全国ネット番組として放送していた時期には、（系列局所属・専属の気象キャスターが持ち回りで登場する）生中継コーナーに参加しなかった。その背景には、MBS唯一の気象キャスターであった今出を、同番組の前後に生放送番組（『上泉雄一のええなぁ!』と『ちちんぷいぷい』）へレギュラーで出演させていたことなどが挙げられる。

### 気象キャスターからの勇退
2015年（平成27年）3月時点で68歳と高齢であることから、「体力の衰え」を理由に、同月10日（月曜日）放送分の『ちちんぷいぷい』『VOiCE』でMBSの気象キャスターを勇退することを表明。同月23日放送分の『ちちんぷいぷい』では、西池沙織（兵庫県出身の気象予報士）が、『VOiCE』を含めて今出の後任を務めることが発表された。
2015年3月27日（金曜日）放送分の『上泉雄一のええなぁ!』を最後に、MBSラジオの番組へのレギュラー出演を終了。同月31日（火曜日）放送分の『VOiCE』を最後に、全てのレギュラー番組を降板した。降板の挨拶では、『MBSナウ』への初出演時などの映像で気象キャスターとしての足跡を振り返りながら、「楽しい気象解説の人生でした。長く続けられたことは視聴者の方の大変な応援のおかげと、大変感謝しております。ありがとうございました」と述懐した。また、当面はリフレッシュ期間に充てることを明かす一方で、今後もシエルに所属したままタレントとして活動する意向を示した。

### 気象キャスターからの勇退後
シエル所属のタレントとして、『ちちんぷいぷい』や『水野真紀の魔法のレストランR』など、MBSテレビ制作の番組に不定期で出演。『魔法のレストランR』のロケでは、グルメリポートに取り組んでいる。
『ちちんぷいぷい』には、2015年5月1日放送分の第1部で放送された北海道岩内町の桜まつり会場からの生中継に、サプライズゲストで登場。同年7月16日（木曜日）放送分の「きょうの☆印」では、シニア支援事業（会員制サロン）の体験リポーターとして、キャスター勇退以来初めてスタジオに出演した。
以降は番組への出演をしばらく控えていたが、2019年2月11日にMBSテレビで放送された『激撮!直撃!!スクープ　秘蔵映像全部見せます』（『ちちんぷいぷい』と『VOICE』との共同制作による報道特別番組）に登場。前半では広瀬駿（毎日放送における自身の2代後の専属気象キャスター）とのコンビで黒門市場（大阪市中央区）からの生中継リポーター、後半ではスタジオパネラーとして出演した。同年には、3月29日放送の『VOICE最終回スペシャル』にも出演。『ちちんぷいぷい おかげさまで20歳 ～やりたいことつめこんだらヤバイ10日間になりましたスペシャル～』期間中の10月24日に放送された
「こちらぷいぷいお天気部!!」（二十四節気にまつわる現象や話題を広瀬と前田智宏が交互に調査するコーナー）では、「霜降」にまつわる兵庫県内のロケで、「（『ちちんぷいぷい』の放送開始から）20年間のお天気事情を探るスペシャルゲスト」として広瀬と再び共演している。

## 人物

### 趣味・特技
温泉や露天風呂巡り、ドライブ、旅行、登山、野球、水泳、ゴルフ、ソフトボール、地酒収集、カラオケ、音楽鑑賞など、多彩な趣味の持ち主。MBSラジオ平日の生ワイド番組『さてはトコトン菊水丸』に月1回のペースで出演していた時期には、毎回お勧めの温泉を紹介していた。また、『MBSナウ』『VOICE』『ちちんぷいぷい』では、季節の風景を織り込んだ自作の川柳や俳句をしばしば披露。清水寺からの中継で松尾芭蕉に扮して一句詠むなど、スタジオにとどまらず、生中継やロケに参加する機会も多かった。
『さてはトコトン菊水丸』の後番組として2009年（平成21年）4月から放送中の『上泉雄一のええなぁ!』では、開始当初から全曜日共通で11時半前後に「今出さんのお天気ええなぁ!」という冠コーナーを放送。今出は、当日の関西地方の天気概況を伝えてから、必ず「お天気ゆる川柳」（天気に関するゆるい感じの川柳、2011年1月まで）や「お天気ゆるポエム」（2011年2月から同年5月まで）を披露していた。しかし、週5日にわたって川柳やポエムを披露することに限界を感じたことから、2011年6月以降はリスナーからの投稿企画「今出さんのお天気あるある」にリニューアル。これを機に、今出自身が「そして神戸」（前川清）や「雨」（三善英史）の替え歌で同企画を告知するスポットCMを番組内で放送するようになった。
『上泉雄一のええなぁ!』への最終出演日（2015年3月27日）には、「今出さんのお天気ええなぁ!」へ出演した後に、「アカペラおのど自慢」（12時の時報明けから放送していたコーナー）の最終回へサプライズで登場。十八番の一つである「高原列車は行く」（岡本敦郎）を熱唱することでコーナーを締めくくった。
旅行については、ドイツ、スイス、イタリア、ハンガリーを9日間にわたって巡った『ちちんぷいぷい』の温泉取材企画「ヨーロッパの温泉めぐり」が、自身初の海外旅行であったという。その一方で、長期の休暇を取得できる機会が夏場に限られていた気象キャスター時代から、沖縄への旅行を望んでいた。しかし、夏場に付きものの台風で帰阪できずにレギュラー番組を休演することによって、視聴者などから「天気を解説する人間が台風を予測できなかったのか」と言われる事態を懸念。キャスターを勇退するまでは、沖縄行きを自重していた。そのため、キャスター勇退発表の記者会見では、勇退後の楽しみとして「沖縄旅行の実現」を挙げていた。

### 「好きなお天気キャスターランキング」
オリコンでは2006年度から、インターネットによるアンケート調査の結果を基に、『好きなお天気キャスターランキング』を毎年公表している。今出は、日本気象協会在職時の『JNNフラッシュニュース』の台風情報等を除いて全国ネットの番組に出演した経験がないにもかかわらず、同年7月発表の第1回ランキングで第7位にランクイン。同年12月発表の第2回でも、全国区のキャスターが上位に並ぶなかで、引き続き第7位に入った。　
今出はその後も、第3回（2007年7月発表）で7位、第4回（2008年7月発表）で8位、第5回（2009年7月発表）でも9位にランクイン。関西地方において、今出が福井敏雄に続く『名物お天気キャスターおじさん』として認知されていることを裏付けている。ちなみに、今出と同じ関西を拠点に活動する正木明（ABCテレビ『おはよう朝日です』などに出演、今出より年下）も、第2回から第5回までランクインを続けていた。

### 「ちちんぷいぷい」の"マデットおじさん"
『ちちんぷいぷい』には、1999年10月の放送開始から2015年3月31日まで、気象キャスターとしてレギュラーで出演した。他の出演者からコメントを求められるたびに、顔を赤らめながら必死に答えている姿から、今出を「癒し系」と見ている視聴者も少なくなかった。
珍しい名前のせいか、紹介の際の「いまでとうじさん」という音を「マデットおじさん」と勘違いする視聴者もいる。その話題を番組で取り上げた直後から、今出の天気予報の際には、プロジェクター（PJ）のオープニング画面の左下に「マデット」という落款状のマークを表示。そこから、「マデットおじさん」というニックネームが定着していた。
以前は、オープニングで天気予報を伝えてから、番組途中まで出演。その後退席して、『VOICE』の天気予報の準備に入っていた。もっとも、事情を知らないと思われる視聴者からは、「いつの間にかいなくなっているので、退席する際には、CM前に『ぷいぷい』と言って下さい」といったメッセージが寄せられていた。
この時期には、「○○はいくらでしょう?」や「○○は何人でしょう?」などの数値を当てさせる番組途中のクイズで、勘だけを頼りに口頭で答えた数値が奇跡的な近似値になることが多かった。特別編成の際に今出のロケによるVTR取材企画（「ヨーロッパの温泉めぐり」など）が放送されたり、普段はMBSのアナウンサーが担当するVTR取材コーナー”どないなん?”に、リポーターとして登場したりすることもあった。
2007年のオーサカキング（当時MBSが主催していたイベント）期間中には、当番組の企画で、西靖（MBSアナウンサー、木・金曜総合司会）、板東英二（当時の木曜レギュラー）、酒井とおると共にレガッタに挑戦。還暦を迎えた2007年8月10日には、赤いちゃんちゃんこ姿で当番組に登場した。ただし近年では、異常気象時や上記の特別企画を除いて、出演時間が天気予報に限られていた。
ちなみに、『ちちんぷいぷい』では、2009年4月から2010年3月まで関西以外のTBS系列局へのネット（一部地方ネット）を実施。しかし実際には、前座番組「もうすぐぷいぷい」（ネット開始と同時に新設、山陰放送のみネット）を除けば、ネット局で今出の姿を常時見られたわけではなかった。北海道放送で第1部（13:55 - 15:40）を同時ネットで放送するようになった2014年10月以降も、2015年3月31日放送分で降板するまで、関西ローカル放送に入る第2部（15:40 - 17:50）のオープニングで天気予報を伝えるだけにとどまることが多かった。

## 出演

### テレビ
いずれもMBSテレビ制作の番組。
過去
日本気象協会時代から出演していた番組を含む。
- MBSナウ（気象キャスター） - 1986年1月9日（木曜日）放送分から、木・金曜日の天気予報を担当。月 - 水曜日の気象キャスターだった日本気象協会関西支社の上司が管理職へ昇進したことを機に、同年4月から2000年9月29日の最終回まで、月 - 水曜日の天気予報にも出演した[4]。
- ヤン坊マー坊天気予報（『MBSナウ』の直後に放送されていたMBS制作の関西ローカル版）
- JNNニュース1130（関西ローカル枠の天気予報）
- ベストタイム（関西ローカル枠の天気予報）
- おかえりワイド（気象キャスター）
- ちちんぷいぷい - 1999年10月の初回放送から2015年3月31日放送分まで、月 - 金曜日の気象キャスターを担当。
- VOICE - 放送開始から2015年3月31日放送分まで、月 - 金曜日の気象キャスターを担当。勇退後の2019年3月29日に放送された最終回スペシャルにも出演した。
- 激撮!直撃!!スクープ　秘蔵映像全部見せます（2019年2月11日）

以下の番組は、ゲスト・講師・リポーターとして出演した深夜番組。
- あどりぶランド
- 板東英二のわがままミッドナイト
- ?マジっすか!
- 中川家ん!
- よゐこのワケアリ!（VTRリポーター）
- 痛快!明石家電視台「ちちんぷいぷいメンバースペシャル」
- 女の名言大辞典
- 水野真紀の魔法のレストランR

### ラジオ
いずれもMBSラジオ制作の番組。日本気象協会に在籍した時期には、月 - 金曜日の天気予報を担当していた。
過去
- さてはトコトン菊水丸（木曜日「さてトコゼミナール」の講師として月1回出演）
- 上泉雄一のええなぁ!（月 - 金曜日コーナーキャスター） - 2009年4月の放送開始から、2015年3月27日（金曜日）まで、基本として11時台後半に放送されていた「今出さんのお天気ええなぁ」にのみ出演。ただし、特別企画や特別番組にも随時登場していた。

MBSと専属キャスターの契約を結ぶ前は、NHK大阪放送局・朝日放送・ラジオ大阪・KBS京都・FM OSAKA・和歌山放送など、関西・北陸地方にある他のラジオ局でも気象解説を担当していた。

### CM
- ドリームハウス（2010年8月からMBSテレビ・関西ローカル限定で放送） - 当初は単独出演、2011年からは佐藤弘道と共演するバージョンを放送。

### 吹き替え
- チキン・リトル